# 토미에: 비기닝
토미에: 비기닝은 이토 준지에 원작을 영화화한 공포 영화이다. 토미에: 비기닝은 6번째 시리즈이다.

## 출연

### 주연
- 마츠모토 리오

### 조연
- 미즈하시 켄지
- 이와사키 유카
- 미우라 아키후미